# Sybil Jason
Sybil Jason, nata Sybil Jacobson (Città del Capo, 23 novembre 1927 – Northridge, 23 agosto 2011), è stata un'attrice sudafricana naturalizzata statunitense, attiva da bambina dal 1931 al 1940.

## Filmografia parziale
- Barnacle Bill, regia di Harry Hughes (1935)
- Dance Band, regia di Marcel Varnel (1935)
- Little Big Shot, regia di Michael Curtiz (1935)
- La scomparsa di Stella Parish (I Found Stella Parish), regia di Mervyn LeRoy (1935)
- The Singing Kid, regia di William Keighley (1936)
- The Captain's Kid, regia di Nick Grinde (1936)
- The Great O'Malley, regia di William Dieterle (1937)
- Comet Over Broadway, regia di Busby Berkeley (1938)
- Woman Doctor, regia di Sidney Salkow (1939)
- La piccola principessa (The Little Princess), regia di Walter Lang (1939)
- Alla ricerca della felicità (The Blue Bird), regia di Walter Lang (1940)